# Bob Berg
Bob Berg (født 7. april 1951 i Brooklyn New York City, død 5. december 2002 Long Island New York) var en amerikansk tenorsaxofonist.
Berg spillede med Horace Silvers gruppe (1973-1976), og Cedar Waltons gruppe (1977-1983), men slog for alvor igennem da han kom med i Miles Davis gruppe midt i 1980'erne. Berg spillede også med Chick Corea, Dizzy Gillespie, Steps Ahead og Billy Higgins.
Berg, der var inspireret af bl.a. John Coltrane, spillede i en udtryksfuld hardbop stil, indtil han kom med Davis, hvor han blev mere jazzrockagtig i sin stil.
Bob Berg spillede fra midten af 1980'erne og til sin død i 2002 mest fusionsmusik, med bl.a. Mike Stern og Dennis Chambers. Han lavede en del plader i eget navn.
Han døde ved en trafikulykke den 5. december 2002 på Long Island i New York.

## Eksterne kilder
- http://www.jazzprofessional.com/report/Bob%20Berg.htm[ Om Bob Berg] Arkiveret 26. december 2010 hos  Wayback Machine